# Adam Żaliński
Adam Żaliński herbu Poraj odmienny – sędzia ziemski tucholski w latach 1568–1587.
Poseł województwa pomorskiego na sejm 1578 roku.